# 4048 Samwestfall
A 4048 Samwestfall (ideiglenes jelöléssel 1964 UC) a Naprendszer kisbolygóövében található aszteroida. Az Indiana Egyetem fedezte fel 1964. október 30-án.